# Snoopy Island
Snoopy Island oder Snoopy Rock (wegen der Ähnlichkeit mit der auf dem Rücken liegenden Comicfigur Snoopy) ist eine kleine Felseninsel vor dem nördlichen Küstenabschnitt des Emirats Fudschaira (Vereinigte Arabische Emirate) am Golf von Oman. Der arabische Name leitet sich ab vom Küstenort al-ʿAqqa (al-Aqah, العقة) und lautet somit Dschazirat al-'Aqqa (arabisch جزيرة العقة). Der verbreitete englische Name wird auch in der arabischen Schreibweise verwendet, arabisch جزيرة سنوبي bzw. Dschazirat Snubi. Dagegen wird die eingedeutschte Version Snoopy-Insel kaum verwendet. Bei GeoNames findet sich der Name Jazīrat al Ghubbah (die arabische Entsprechung dazu wäre arabisch جزيرة الغبّة), der ansonsten ebenfalls kaum Verwendung findet. Auf der Seekarte findet sich der Eintrag Jaz. al Ghubbah (19), wobei die Zahl in Klammern für die Höhenangabe in Metern steht.
Die Insel liegt rund 180 Meter vor einem Hotelstrand (Sandy Beach Motel) beim Ort al-ʿAqqa und misst rund 100 Meter im Durchmesser.